# Sevilla (Kolumbien)
Sevilla ist eine Gemeinde (Municipio) im Departamento Valle del Cauca in Kolumbien.

## Geographie
Sevilla liegt in der Subregion Oriente in Valle del Cauca auf einer Höhe von 1612 m ü. NN, 156 km von Cali und 40 km von Armenia entfernt und hat eine Jahresdurchschnittstemperatur von 20 °C. Sevilla liegt an der Westseite der Zentralkordillere der Anden. Die Gemeinde grenzt im Norden an Zarzal sowie an La Tebaida im Departamento Quindío, im Süden an Tuluá, im Osten an Caicedonia sowie Roncesvalles und Chaparral in Tolima und Génova in Quindío und im Westen an Zarzal und Bugalagrande.

## Bevölkerung
Die Gemeinde Sevilla hat 44.028 Einwohner, von denen 34.226 im städtischen Teil (cabecera municipal) der Gemeinde leben (Stand 2019).

## Geschichte
Sevilla wurde 1903 von Heraclio Uribe Uribe als San Luis gegründet und von Antioquia und Caldas aus besiedelt. Der Ort wurde 1904 zu einem Corregimiento von Bugalagrande und 1914 als Sevilla zu einer Gemeinde. Die Basilika San Luis Gonzaga wurde in den 1930ern erbaut.

## Wirtschaft
Der wichtigste Wirtschaftszweig von Sevilla ist die Landwirtschaft, insbesondere der Anbau von Kaffee, weswegen Sevilla sich selbst auch als Kaffeehauptstadt Kolumbiens (Capital Cafetera de Colombia) vermarktet. Außerdem werden Bananen, Maniok, Zuckerrohr, Mais, Bohnen, Kartoffeln und Gerste angebaut. Zudem spielen Rinderproduktion, Handel, Holzwirtschaft und Bergbau eine wichtige Rolle. Es werden Gold, Salz, Kupfer, Quecksilber und Kaolinit abgebaut, allerdings größtenteils im kleineren Stil.

## Persönlichkeiten
- Carlos J. Moreno (* 1946), kolumbianisch-US-amerikanischer Mathematiker
- Rodrigo Gallego Trujillo (* 1974), römisch-katholischer Geistlicher, Bischof von Palmira